# José Afonso

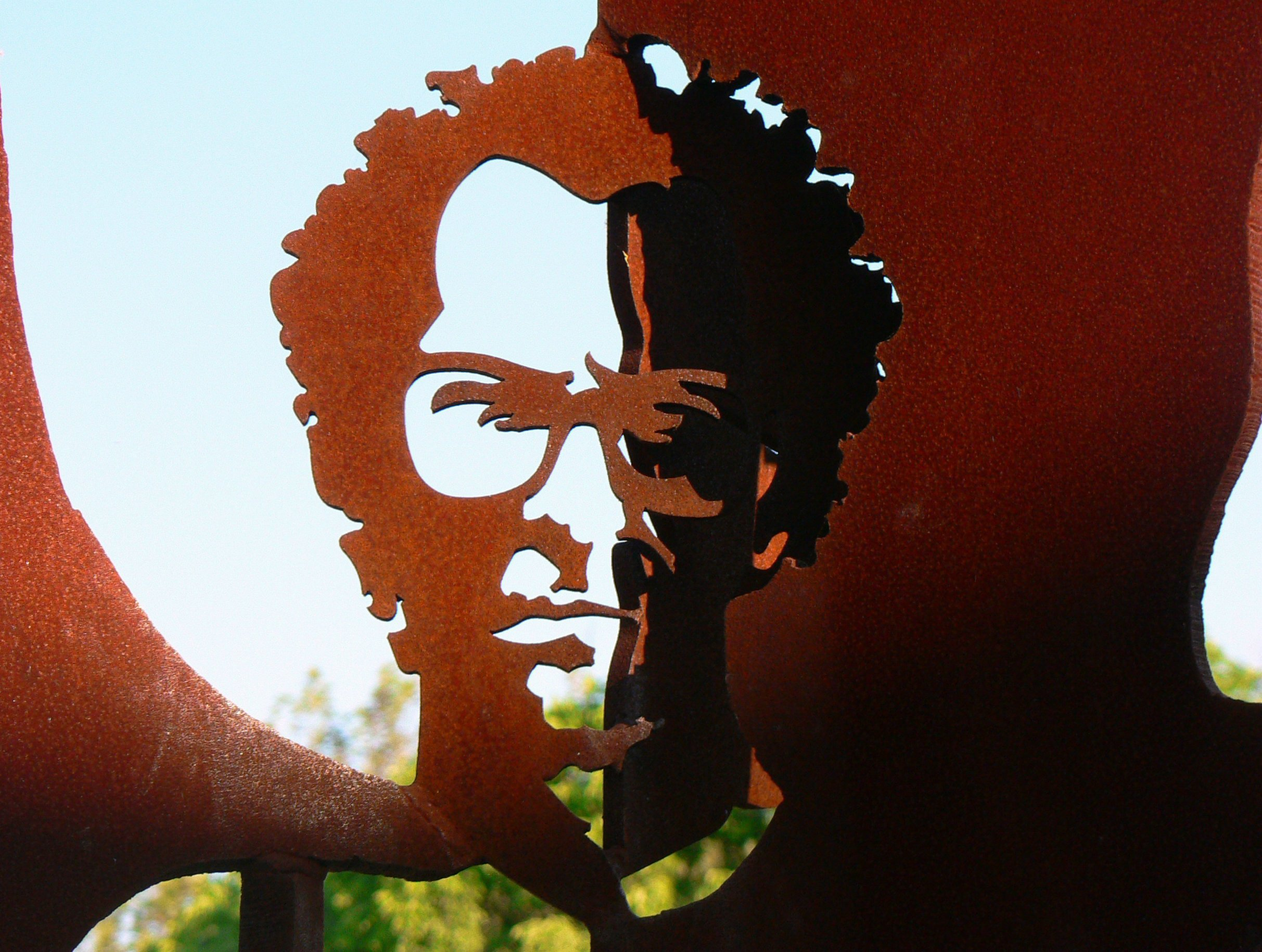
Detail des Monuments für Zeca Afonso in Grândola.

José Manuel Cerqueira Afonso dos Santos, kurz José Afonso (* 2. August 1929 in Aveiro, Portugal; † 23. Februar 1987 in Setúbal), auch genannt Zeca Afonso oder nur Zeca, war einer der bedeutendsten Sänger und Komponisten Portugals. Sein Lied Grândola, Vila Morena wurde zum Startsignal für die friedliche Nelkenrevolution im Jahre 1974.

## Leben

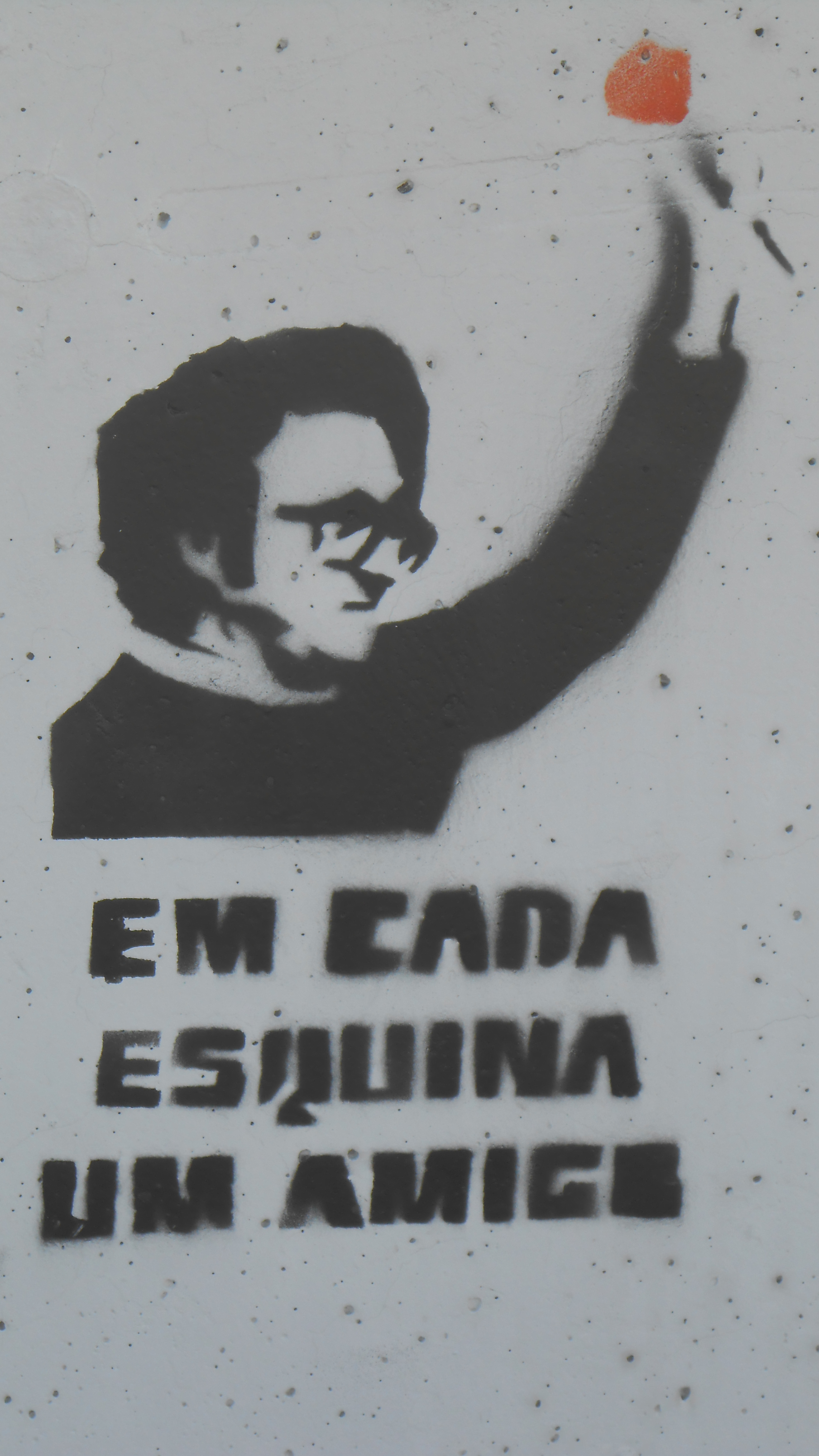
Graffito am Hauptbahnhof Aveiro, August 2013 („Em cada esquina um amigo“, dt.: An jeder Ecke ein Freund; Zitat aus dem Lied Grândola, Vila Morena)

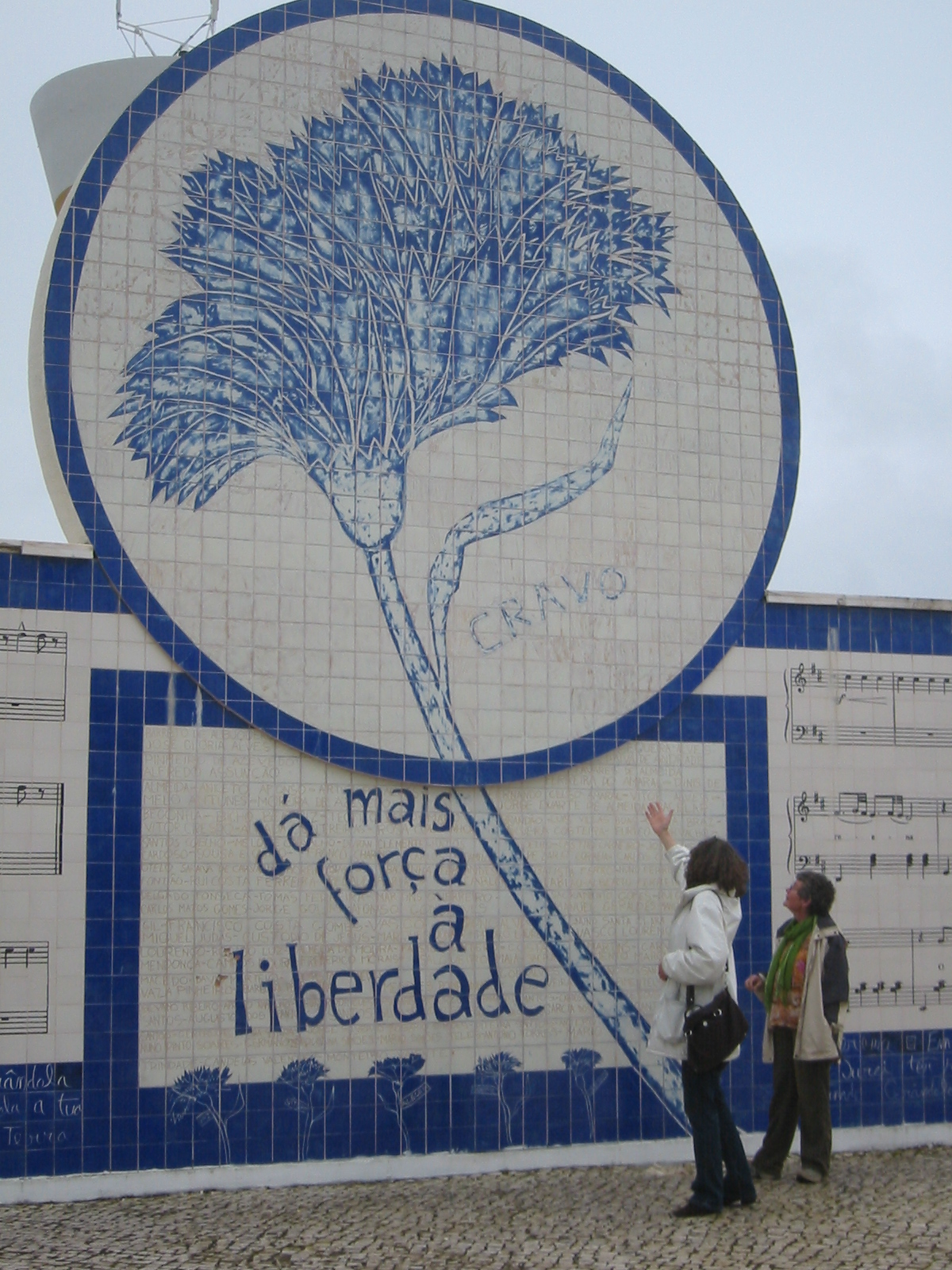
Detail des Monuments für sein Lied Grândola, Vila Morena in Grândola

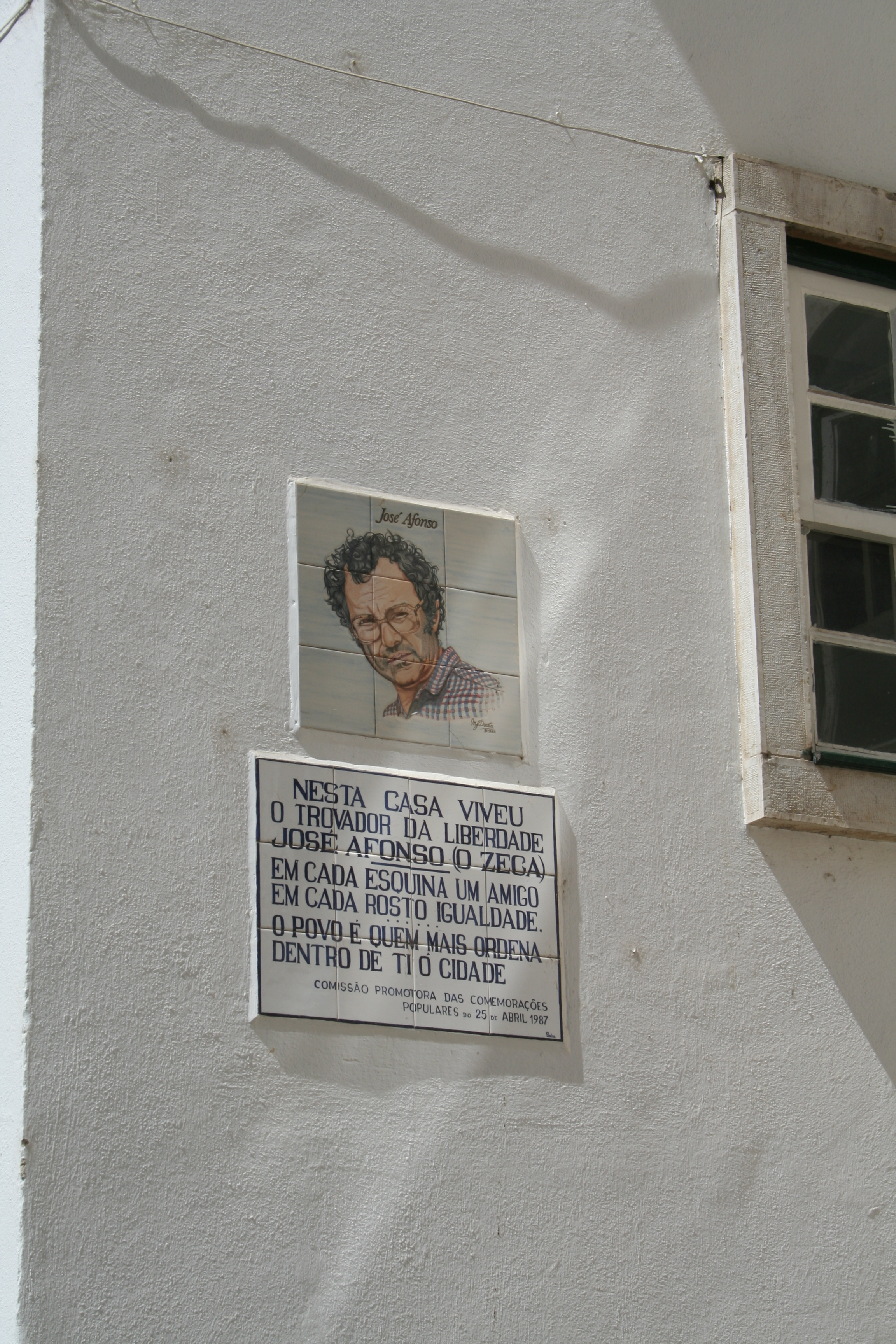
Gedenktafel am ehemaligen Wohnhaus von José Afonso in Coimbra

José Afonso wurde am 2. August 1929 in der Hafenstadt Aveiro geboren und verlebte einen Teil der Jugend in Angola und Mosambik. Ab 1940 lebte er als Schüler und Student an der alten Universität Coimbra. Dort begann er früh, den traditionsreichen Fado de Coimbra zu singen – Balladen, die nur entfernt mit dem bekannteren Fado in Lissabon verwandt sind und Liebe und Studentenleben besingen. 1956 erschien seine erste Schallplatte. Nach Abschluss des Studiums wurde er als Lehrer tätig, an verschiedenen Orten Portugals, dann auch vier Jahre in Mosambik, wo er den Widerstand gegen das Kolonialregime erlebte. Nach seiner Rückkehr nach Portugal wurde er der bedeutendste Sänger der Opposition. Während seines Wirkens wurde er von der Geheimpolizei PIDE überwacht und musste seine Schallplatten im Ausland aufnehmen.
Am 25. April 1974 wurde kurz nach Mitternacht sein offiziell verbotenes Lied Grândola, Vila Morena im Radio gesendet: Dies war das vereinbarte Signal für die eingeweihten Soldaten und Zivilisten des Movimento das Forças Armadas (MFA), sich gegen die Diktatur zu erheben – die Nelkenrevolution begann. In den nachfolgenden Jahren war José Afonso als Unterstützer der Revolution tätig, er sang im In- und Ausland und unterstützte Selbstverwaltungsprojekte, ohne parteipolitisch gebunden zu sein.
José Afonso hat nach Ende seiner Zeit in Coimbra eine große Zahl von Liedern komponiert und gedichtet. Seine Musik ist vom Fado, von Volkslied und Kunstlied sowie von der in Afrika erlebten Musik geprägt. Die Themen seiner Lieder sind vielfältig, zentrale Themen sind Treue und Solidarität der Menschen.
Die letzten Jahre seines Lebens kämpfte José Afonso gegen fortschreitende Amyotrophe Lateralsklerose. Er starb am 23. Februar 1987 in der Hafenstadt Setúbal. Seine Kompositionen blieben in den folgenden Jahren lebendig. Auch der große Anteil seiner unvertonten Lyrik (mehr als die Hälfte des Gesamtwerks) erhält zunehmend Beachtung. Nach einer ersten 1985 in Wien veröffentlichten philologischen Dissertation erschien 2013 in Hamburg die erste Doktorarbeit über das erhaltene lyrische Gesamtwerk (Gedichte und Lieder) José Afonsos. Musiker unterschiedlicher Stilrichtungen wie Jazz, Hip-Hop oder Punk griffen sie auf.

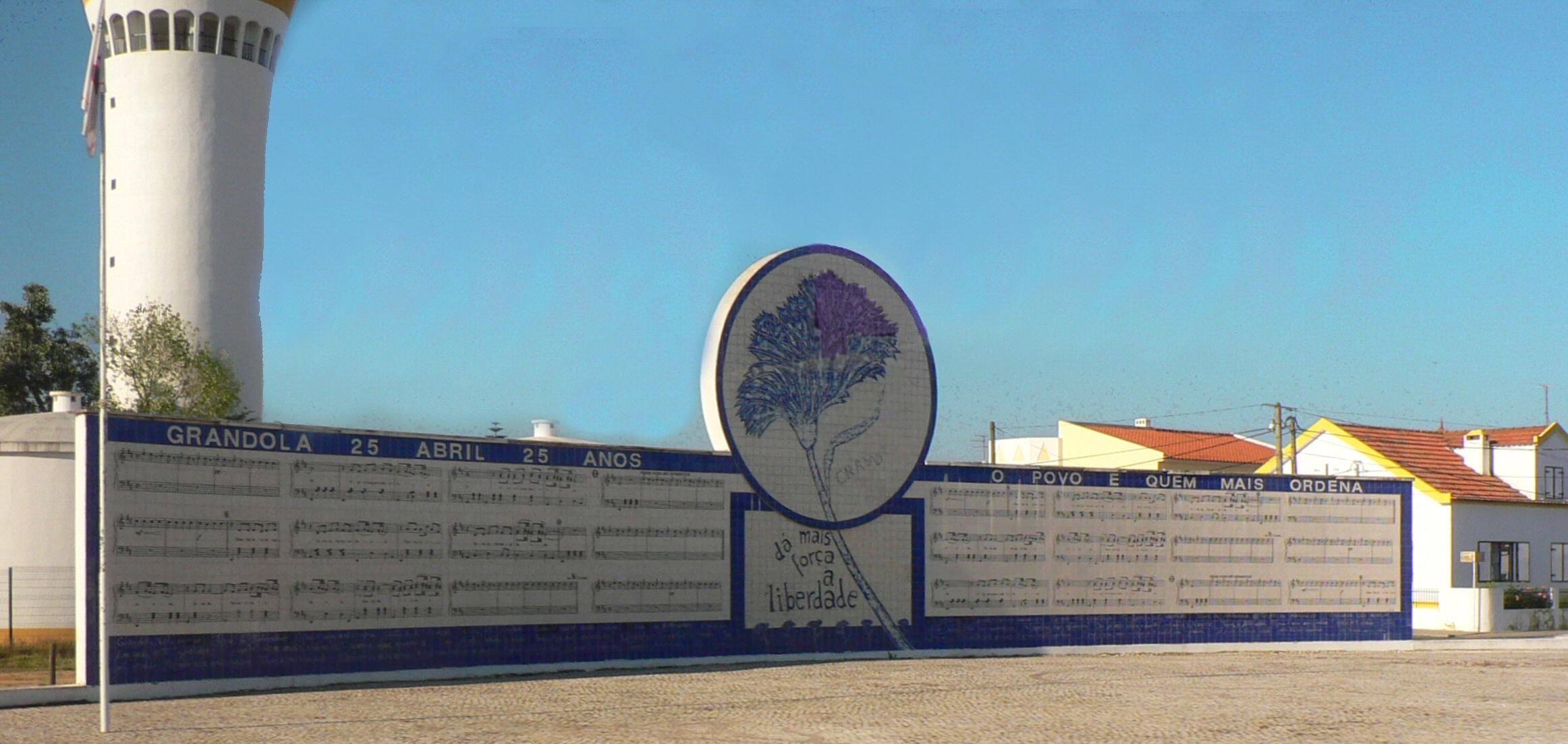
Gesamtansicht des Denkmals in Grândola für Zecas Grândola, Vila Morena mit Noten und Text

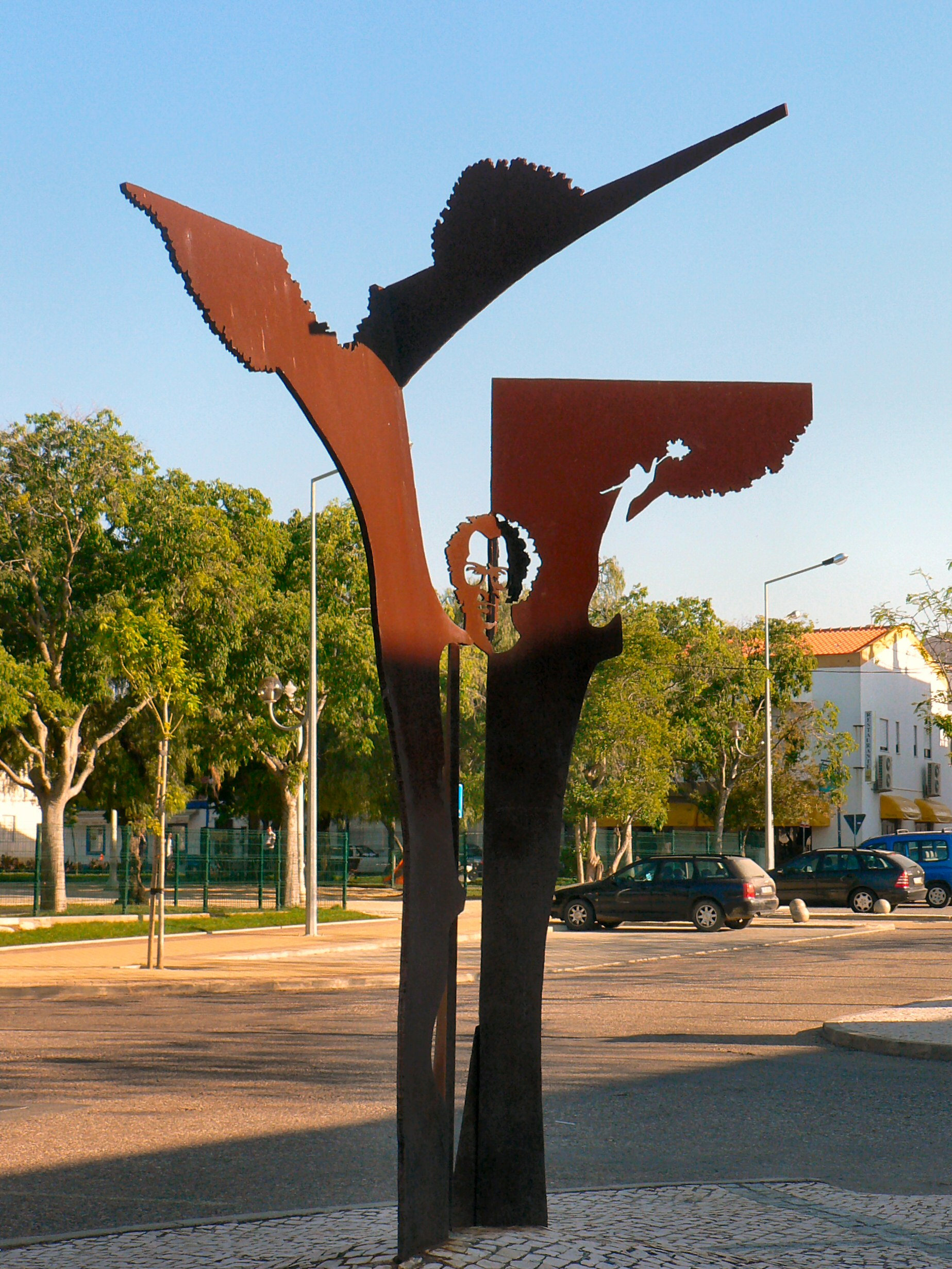
Gesamtansicht des Denkmals für José Afonso in Grândola

## Diskografie
Alben
- 1960: Balada do Outono, Rapsódia
- 1962: Baladas de Coimbra, Rapsódia
- 1963: Dr. José Afonso em Baladas de Coimbra, Rapsódia
- 1964: Ó Vila de Olhão, EMI/Valentim de Carvalho (Single)
- 1964: Cantares de José Afonso, Columbia/Valentim de Carvalho
- 1964: Baladas e Canções, Ofir
- 1967: José Afonso
- 1968: Cantares do Andarilho, Orfeu
- 1969: Menina dos Olhos Tristes, Orfeu (Single)
- 1969: Contos Velhos Rumos Novos, Orfeu
- 1970: Traz Outro Amigo Também, Orfeu
- 1971: Cantigas do maio, Orfeu
- 1972: Eu vou ser como a toupeira, Orfeu
- 1973: Venham mais cinco, Orfeu
- 1974: Coro dos tribunais
- 1974: Viva o poder popular, Luar (Single)
- 1974: Grândola, Vila Morena, Orfeu
- 1975: República, Lotta Continua/Il Manifesto/Vanguardia Operaria
- 1976: Com as Minhas Tamanquinhas, Orfeu
- 1976: José Afonso in Hamburg, Portugal Solidaritat
- 1978: Enquanto há força, Orfeu
- 1979: Fura Fura, Orfeu
- 1981: Fados de Coimbra e Outras Canções, Orfeu
- 1983: Como se Fora seu Filho, Orfeu
- 1983: Ao Vivo no Coliseu, Orfeu
- 1983: Zeca em Coimbra, Foto Sonoro
- 1985: Galinhas do Mato, Orfeu

Albumveröffentlichungen nach seinem Tod
- 1987: Os vampiros, Edisco
- 1993: Zeca Afonso no Coliseu, Strauss
- 1997: Baladas e canções, EMI (2nd edition)
- 2001: José Afonso, Movieplay
- 2010: José Afonso ao vivo no Coliseu RTP/CNM (Teilauflage mit DVD, Edition seines letzten Konzertes 1983)

### Chartplatzierungen nach seinem Tod
Zu Lebzeiten von José Afonso sind keine Chartdaten verfügbar. Nach seinem Tod platzierten sich ab 2007 sowohl Wiederveröffentlichungen als auch neue Kompilationen in Portugal in der Hitparade.

### Alben
| Jahr | Titel                      | Höchstplatzierung, Gesamtwochen, AuszeichnungChartsChartplatzierungen (Jahr, Titel, Platzierungen, Wochen, Auszeichnungen, Anmerkungen) | Anmerkungen                |
| Jahr | Titel                      | PT | Anmerkungen                |
| ---- | -------------------------- | --- | -------------------------- |
| 2007 | José Afonso                | PT1 ×3Dreifachplatin · (35 Wo.)PT | Erstveröffentlichung: 1983 |
| 2019 | José Afonso ao vivo        | PT1 (9 Wo.)PT |                            |
| 2021 | Cantares do andarilho      | PT2 (26 Wo.)PT |                            |
| 2021 | Contos velhos rumos novos  | PT4 (25 Wo.)PT |                            |
| 2021 | Traz outro amigo também    | PT3 (33 Wo.)PT |                            |
| 2022 | Cantigas do Maio           | PT1 (47 Wo.)PT | Erstveröffentlichung: 1971 |
| 2022 | Eu vou ser como a toupeira | PT2 (20 Wo.)PT | Erstveröffentlichung: 1972 |
| 2022 | Coro dos tribunais         | PT1 (12 Wo.)PT | Erstveröffentlichung: 1974 |
| 2022 | Com as minhas tamanguinhas | PT5 (10 Wo.)PT | Erstveröffentlichung: 1976 |
| 2023 | Enquanto há força          | PT2 (8 Wo.)PT | Erstveröffentlichung: 1978 |
| 2023 | Fura fura                  | PT3 (8 Wo.)PT | Erstveröffentlichung: 1979 |

### Tribut-Projekte (Auswahl)
- 1994: Kompilation: Os Filhos da Madrugada cantam José Afonso (Doppelalbum)
- 1994: Kompilation: Canções com aroma de Abril (Album)
- 1995: Maio Maduro Maio (Doppel-Livealbum, Projekt von José Mário Branco, Amélia Muge und João Afonso)
- 1998: Filhos da Madrugada: O andarilho continua (Live-Album, José Afonso gewidmete Gruppe aus Berlin)
- 2000: João Balula Cid & Victor A. Silva: Tributo a José Afonso (Album, Fado de Coimbra-Projekt)
- 2007: Cristina Branco: Abril (Album)
- 2010: Zeca Sempre: O que faz falta (Album)
- 2018: Por Terras do Zeca (von Davide Zaccaria geleitetes Projekt verschiedener Musiker, bei Tradisom erschienen)